# Mire

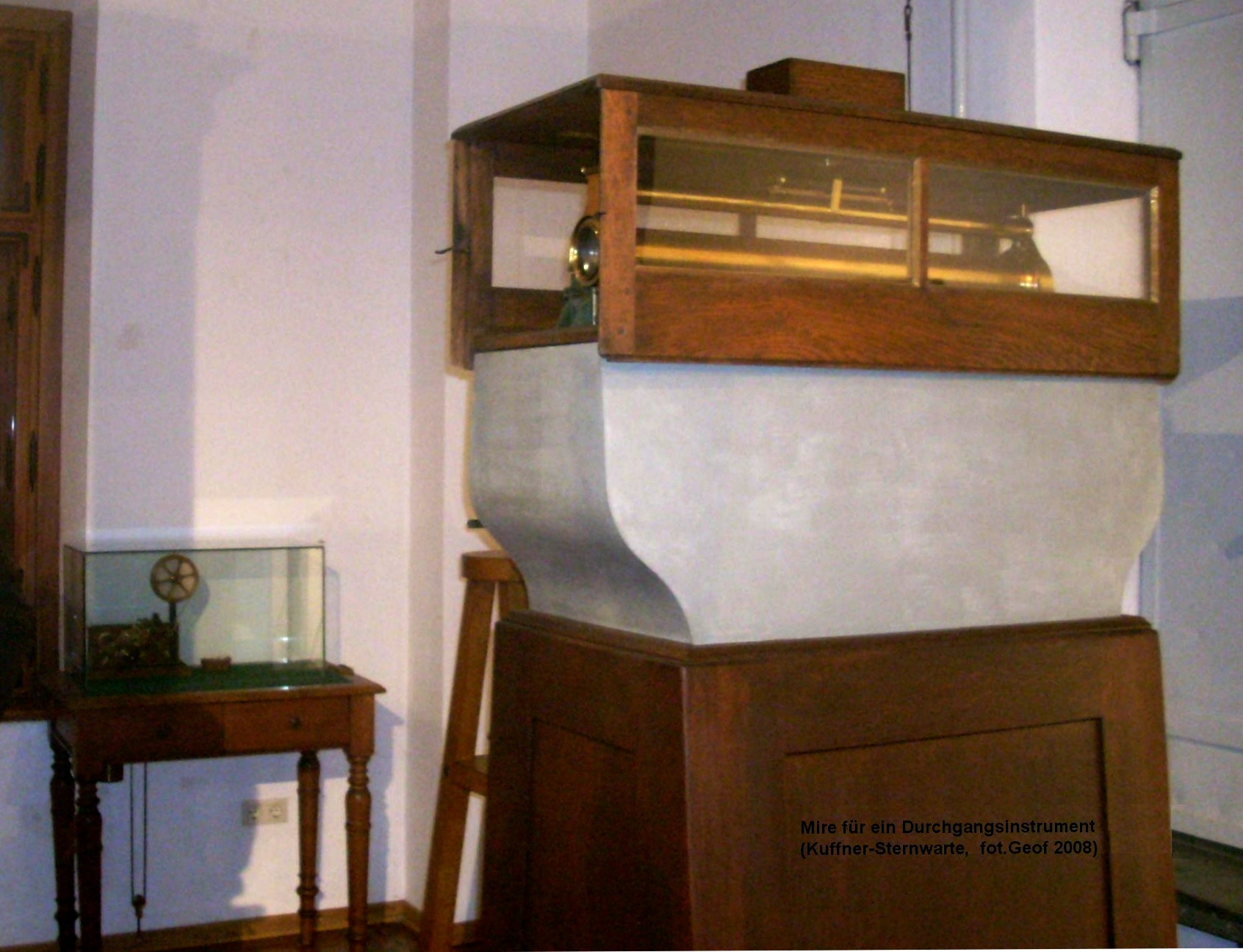
Ein Kollimator-Fernrohr als Mire für Transit-Beobachtungen einer Sternwarte. Der Messpfeiler der Mire ragt bis unter den Keller, um Vibrationen zu vermeiden. Hinten ein Chronograf mit Papierrolle

Eine Mire (vgl. lateinisch mirus bzw. (fem.) mira „auffallend“) ist ein System von zwei oder mehr Zielmarken, mit denen eine genaue Bezugsrichtung, z. B. die Nord-Süd-Richtung, für astronomische Geräte oder Navigationsinstrumente definiert wird.
Die Bezeichnung stammt aus der klassischen Astrometrie, die auf früheren Sternwarten präzise Meridianmarken benötigte, um die Instrumentenachsen in die Meridian- oder Ost-West-Richtung einzurichten.

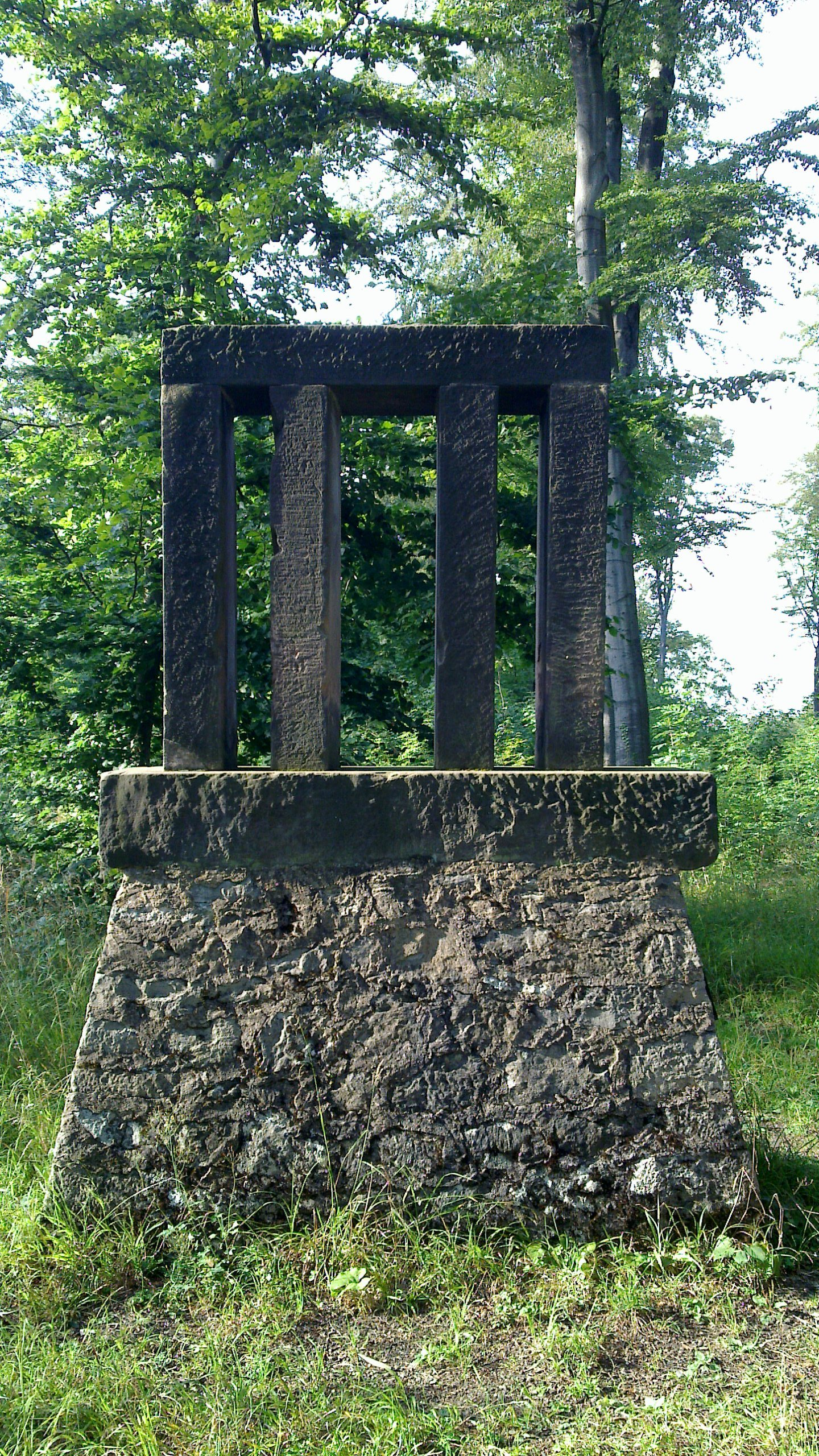
Südliches Meridianzeichen (um 1821), etwa 12 km südlich der Göttinger Sternwarte

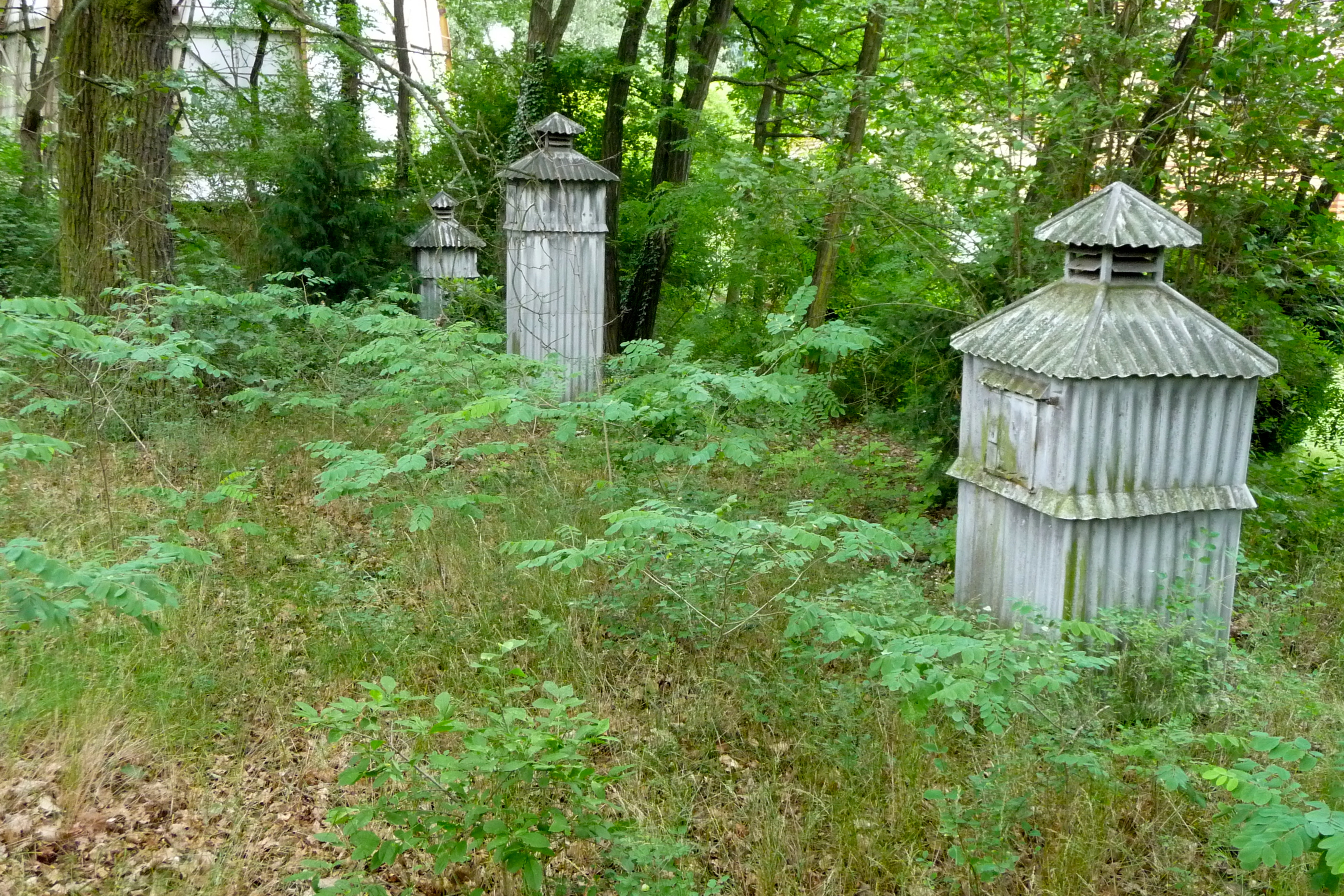
Drei Mirenhäuschen auf dem Telegrafenberg Potsdam, neben dem Helmertturm

Verwendet werden solche Marken, die je nach Zweck zwischen 3 Meter und etwa 100 Meter vom Messpunkt entfernt angebracht werden, auch heute für fix aufgestellte Meridian- und  Passageninstrumente, als Bezugsystem für Vermessungspfeiler erster Ordnung oder zur Einrichtung von Kreiselinstrumenten in der Navigation. Wenn die Entfernung der Mire groß ist, genügt u. U. ein zentriertes Lämpchen; bei geringen Distanzen wird ein stabil aufgestelltes Kollimator-Fernrohr verwendet (siehe Bild).
In Einzelfällen konnte eine Mire auch in mehreren Kilometern Entfernung positioniert werden, wie die Beispiele der örtlich sogenannten Meridianzeichen der Göttinger Sternwarte belegen, die um 1821 unter Carl Friedrich Gauß als steinerne Zielmarken errichtet worden sind. Erhalten ist das sogenannte Südliche Meridianzeichen im Wald oberhalb der Gemeinde Friedland, das denkmalgeschützt ist und sich seit 1996 im Besitz der Gauß-Gesellschaft Göttingen e. V. befindet.